# 薬医門

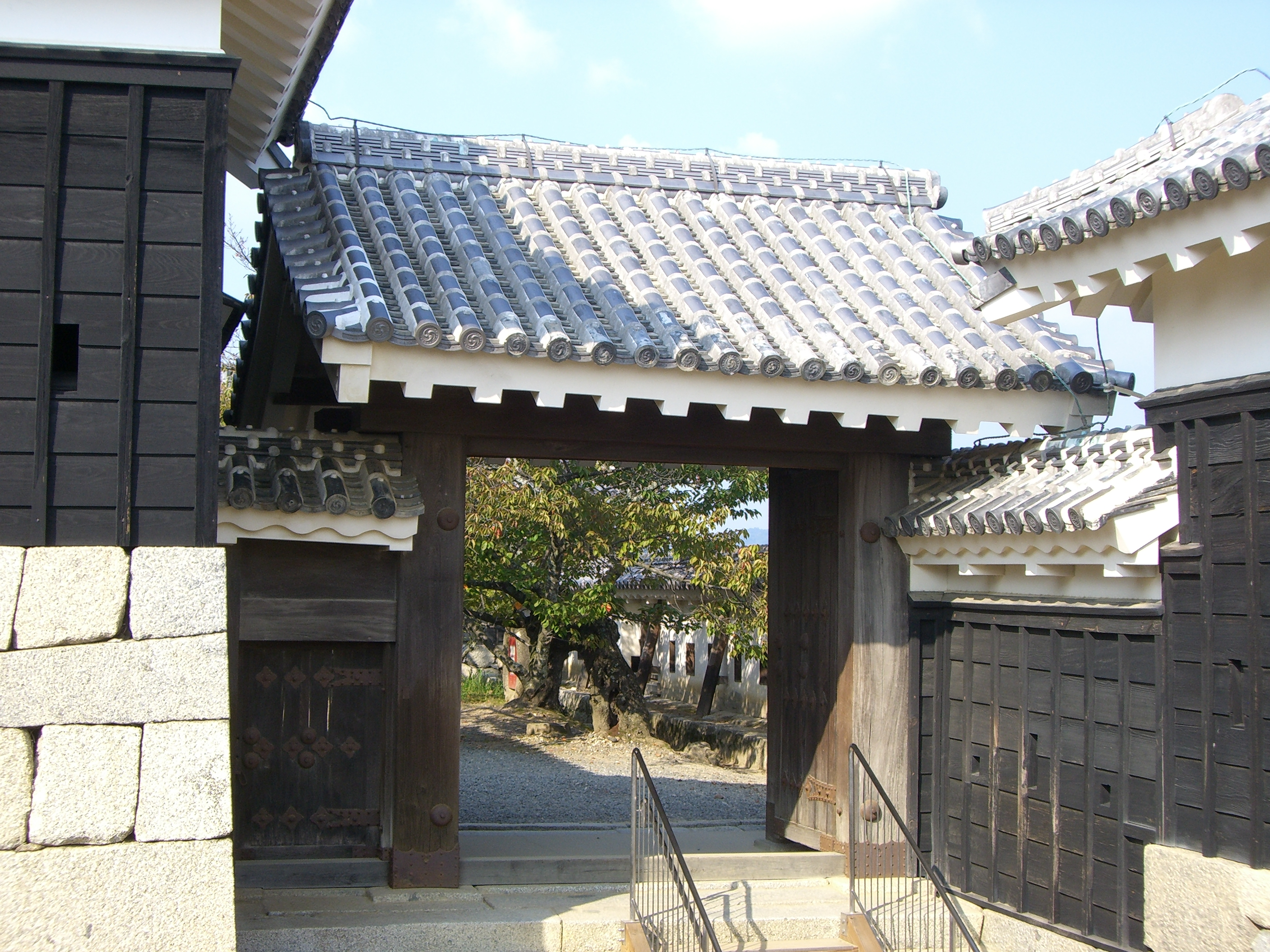
松山城二ノ門

薬医門（やくいもん）は、日本における門の形式の一つ。

## 歴史
鎌倉時代末期または室町時代初期に初めて造られるようになる。当初は武家屋敷や公家屋敷に用いられていたが、やがて城郭や寺社にも使われるようになった。
天文17年（1548年）の『運歩色葉集』においては、この門が医師の家の門として登場する。

## 構造
2本の本柱の後方に2本の控柱を設けることで、荷重の分散や構造上の安定を得ている。一般的には両開き戸を有する。
屋根は切妻破風造であることが多いが、入母屋造のこともある。屋根が唐破風の場合は唐薬医門と呼ばれる。格式としては棟門、唐門、上土門より低く、平門、冠木門より高い。

## 主な薬医門

### 重要文化財
- 瑞巌寺御成門 - 宮城県宮城郡松島町。
- 東京大学赤門 - 東京都文京区。
- 坂野家住宅表門 - 茨城県常総市。
- 天恩寺山門 - 愛知県岡崎市。室町後期であり、現存する薬医門としては最も古い。
- 有川家住宅薬医門 - 滋賀県彦根市。
- 御香宮神社表門 - 京都府京都市。
- 三上家住宅表門 - 京都府宮津市。
- 松山城二ノ門 - 愛媛県松山市。

主な薬医門（重要文化財）
- 瑞巌寺御成門
- 東京大学赤門
- 天恩寺山門
- 有川家住宅薬医門
- 御香宮神社表門
- 三上家住宅表門

### 都道府県指定文化財
- 上総大多喜城薬医門 - 千葉県指定史跡。
- 旧水戸城薬医門 - 茨城県水戸市。茨城県指定文化財。

主な薬医門（都道府県指定文化財）
- 上総大多喜城薬医門
- 旧水戸城薬医門

### 市町村区指定文化財
- 相原家薬医門 - 東京都練馬区。練馬区指定文化財。
- 命徳寺薬医門 - 神奈川県秦野市。秦野市指定文化財。
- 空印寺薬医門 - 福井県小浜市。小浜市指定文化財。
- 林昌寺山門 - 岐阜県飛騨市。飛騨市指定文化財。
- 明倫館正門 - 京都府舞鶴市。舞鶴市指定文化財。
- 丹波国分寺山門 - 京都府亀岡市。亀岡市指定文化財。

主な薬医門（市町村区指定文化財）
- 空印寺薬医門
- 明倫館正門
- 丹波国分寺山門

### 登録有形文化財
- 猪瀬家住宅薬医門 - 茨城県桜川市。登録有形文化財。

主な薬医門（登録有形文化財）
- 猪瀬家住宅薬医門